# Djebel Chemeur
Djebel Chemeur är ett berg i Algeriet. Det ligger i provinsen Tiaret, i den norra delen av landet, 200 km sydväst om huvudstaden Alger. Toppen på Djebel Chemeur är 1 508 meter över havet.